# Lý Hằng
Lý Hằng (chữ Hán: 李恒; 1236 – 1285), tự là Đức Khanh (德卿), người Đảng Hạng, là một trong những tướng lĩnh xuất sắc của nhà Nguyên. Lý Hằng mất vì trúng tên độc khi xâm lăng Đại Việt.
Theo Nguyên sử, Lý Hằng là dòng dõi tôn thất của Tây Hạ. Tổ tiên của ông vốn họ Vu Di (于彌) nhưng từ cuối thời nhà Đường được ban họ Lý. Lý Hằng làm tôi tướng cho Hốt Tất Liệt, năm 1270 được phong chức vạn hộ. Ông đã tham gia các trận đánh Phàn Thành, Tương Dương, có công lớn trong việc đánh bại Văn Thiên Tường năm 1277, và đánh bại sự kháng cự cuối cùng của hải quân nhà Tống năm 1279, nên được xếp là công thần hàng thứ ba của nhà Nguyên.
Năm 1285, Lý Hằng theo Trấn Nam Vương Thoát Hoan đi xâm lăng Đại Việt. Trên đường tháo chạy, ông bị trúng tên độc của quân Đại Việt. Thuộc hạ đưa về đến đất Nguyên thì ông chết.